# آسیکو
آسیکو (به لهستانی: Asseco) شرکت نرم‌افزارهای کامپیوتری لهستانی است، که در سال ۱۹۹۱ در شهر ژشوف، لهستان تأسیس شد.
تمرکز اصلی این شرکت در زمینه ارائه نرم‌افزارهای بانکداری و خدمات مالی معطوف می‌باشد. شرکت آسیکو خدمات خود را در کشورهای لهستان، اتحادیه اروپا و ایالات متحده آمریکا ارائه می‌نماید.